# Vahidin Musemić
Vahidin Musemić (Janja, 29 de outubro de 1946 — Sarajevo, 30 de junho de 2023) foi um futebolista profissional bósnio, que atuava como atacante.

## Carreira
Vahidin Musemić fez parte do elenco da Seleção Iugoslava de Futebol da Eurocopa de 1968. [carece de fontes?]

## Títulos
- Eurocopa de 1968 - 2º Lugar

## Morte
Musemić morreu no dia 30 de junho de 2023, aos 76 anos.